# Pungsan-myeon
Pungsan-myeon (koreanska: 풍산면) är en socken i kommunen Sunchang-gun i provinsen Norra Jeolla i den sydvästra delen av Sydkorea, 250 km söder om huvudstaden Seoul.